# Seria
Seria es una localidad en el distrito de Belait de Brunéi. Su nombre completo es Pekan Seria (Pekan es la palabra malaya para "Localidad").

## Historia
Originalmente Seria era denominada Padang Berawa que es Campo de la Paloma Salvaje en malayo. Aparentemente el nombre Seria fue el nombre que le dieron las autoridades británicas, que proviene de las iniciales de South East Reserved Industrial Area (Área Industrial Reservada del Sur Este). El Área Industrial se encuentra cerca del sitio en el cual se descubrió petróleo en 1929.
El primer pozo de petróleo comercial fue perforado en 1929 en Padang Berawa sobre la orilla oeste del río Seria (Sungai Seria).
La zona de Seria fue designada municipio en 1936. La localidad quedó bajo el gobierno del Consejo Sanitario de Kuala Belait el cual también tenía responsabilidad sobre la zona municipal de Kuala Belait.
El primer sitio en el cual desembarcó la invasión japonesa durante la Segunda Guerra Mundial en Borneo fue en Seria donde el ala derecha del grupo Kawaguchi alcanzó la orilla a las 04:40 del 16 de diciembre de 1941, nueve días después de Pearl Harbor. Los japoneses se encontraron con un escenario de devastación de los campos de petróleo producto de la "Operación Denial" llevada a cabo por los empleados de la British Malayan Petroleum Company (hoy Brunei Shell Petroleum) y el segundo Batallón, 15.º regimiento de Punjabi, y los Ingenieros Reales del Ejército Británico. La fuerza invasora comenzó inmediatamente a perforar pozos a las órdenes del Jefe de Ingeniería Sato. Durante los próximos tres años, los japoneses restablecieron los niveles de producción a los niveles que existían al comienzo de la guerra, la actividad era intensa ya que las otras fuentes de suministro de petróleo de los japoneses habían cerrado al comienzo de la guerra, por lo cual en los últimos seis meses de la guerra la mayor parte del petróleo que alimentó a Japón provino de Seria. La operación "Ha-Go 2", el ejercicio de campo arrasado japonés comenzó el 10 de junio de 1945, el día en que las tropas de liberación australianas desembarcaron en Muara. Los incendios se podían ver desde una distancia de 100 km en el mar. Cuando la 9.ª División Australiana que formaba parte de la Operación Oboe Seis entró en Seria el 29 de junio de 1945, la situación era caótica, había 38 pozos de petróleo ardiendo, edificios destruidos e instalaciones devastadas. Cuando el 17 de agosto de 1945, cuando llegaron los equipos de lucha contra el fuego norteamericanos (Patton e hijo), 26 de los incendios habían sido extinguidos por el personal de los pozos con ayuda de un grupo de los Reales Ingenieros Australianos. Para el mes de noviembre la producción había sido restaurada, y si bien el petróleo se debió almacenar en tanques temporarios, la exportación de petróleo hacia Lutong recomenzó el 11 de diciembre de 1945.
Seria fue uno de los centros de una pequeña rebelión contra la monarquía que tuvo lugar el 8 de diciembre de 1962, la cual fue controlada por el Ejército Británico. El evento fue denominado el Alzamiento de Brunéi.

## Ubicación

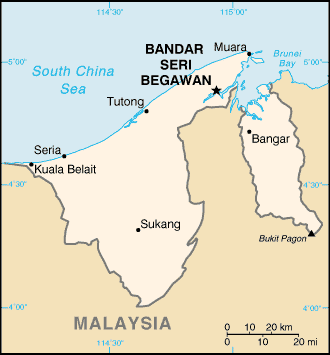
Mapa de Brunéi.

Seria se encuentra ubicada en el distrito de Belait, en el mukim del mismo nombre. La localidad se encuentra desarrollada en una grilla definida por la avenida Jalan Tengah y el Estadio Seria Arena al norte, la avenida Jalan Lorong Satu Barat al este, Jalan Bolkiah al sur, y Jalan Lorong Tiga Barat al oeste. Abarca 0.603 km²
El suburbio de Panaga se encuentra al oeste mientras que Kampong Baru se encuentra al este del pueblo.
La capital administrativa del distrito de Belait, Kuala Belait se encuentra a unos 16 km al oeste y un camino la conecta con Seria. Mukim Labi, también en el distrito de Belait se encuentra al este de Seria y la capital nacional Bandar Seri Begawan se encuentra a unos 100 km al noreste.